# Altwarmbüchener See
Altwarmbüchener See – niewielkie, sztuczne jezioro w Niemczech. Trzy czwarte jego powierzchni znajduje się w granicach administracyjnych Hanoweru, zaś reszta leży na terenie gminy samodzielnej Isernhagen. Jezioro ma powierzchnię 48 ha co czyni je drugim pod względem wielkości jeziorem na terenie Hanoweru. Głębokość w najgłębszym miejscu sięga 12 m, w północno-wschodniej części znajduje się wyspa. Jezioro powstało pod koniec lat siedemdziesiątych podczas budowy autostrady A37, która przebiega w odległości 200 m na południowy wschód od niego. Nad jego brzegami znajdują się tereny rekreacyjne.